# Kentarō Kumagai
Kentarō Kumagai (熊谷 健太郎 Kumagai Kentarō?,  Prefectura de Okinawa, Japón, 16 de febrero de 1994) es un actor de voz japonés, afiliado a Haikyō. Algunos de sus roles más destacados incluyen el de Laios Touden en Dungeon Meshi, Haruhiko Takase en Tsurezure Children, Theo Cornaro en Grancrest Senki, Yūma Gojō en Hinomaru Zumō y Hideo Akuno en The Idolmaster SideM.

## Biografía
Kumagai nació el 16 de febrero de 1994, en la prefectura de Saitama como el mayor de tres hermanos. Se mudó a un pueblo en el centro de la isla de Okinawa cuando estaba a punto de ingresar a la escuela primaria , donde vivió hasta los 19 años.  De niño, sus sueños para el futuro a menudo eran variables, y quería convertirse en jugador de fútbol, maestro de escuela o empleado de una empresa de lucha libre profesional.
Se dio cuenta de la profesión de actor de voz cuando estaba en segundo año de secundaria, después de ver un video musical de Mamoru Miyano en la televisión y pensó en que ese artista es increíble. En ese momento, solo veía anime y leía manga como la persona promedio, así que ni siquiera sabía que existía la profesión de actor de voz. Luego, mientras veía Mobile Suit Gundam 00, donde Miyano protagonizó, vio su nombre en la parte superior de los créditos, y fue entonces cuando descubrió la profesión de actor de voz . Después de eso, pensó en que si se convierte en actor de voz, puedo hacer todos los trabajos que siempre ha querido intentar como personaje, y lo encontró atractivo, así que decidió intentarlo. 
Estudió en la Academia Humana de Naha  y se unió al Estudio de Actores de Voz Haikyo como miembro de su clase 45 en 2014. En 2015, se unió oficialmente a la Cooperativa de Actores de Tokio.
Primero pasó su audición para el papel de Hideo Akuno en The Idolmaster SideM.

## Filmografía

### Anime
2015
- Mobile Suit Gundam: Iron-Blooded Orphans como Aston Altland,[2] Dios Minko
- Charlotte como Joven C, soldado
- Star-Myu como Estudiante

2016
- Arslan Senki como Soldado
- Anne Happy como Hombre 1
- Oshiete! Galko-chan como Hakase[3]
- Orange como Kyōshi
- Gate como Oficial de policía
- Saiki Kusuo no Psi-nan como Taira Matsuo
- Shokugeki no Sōma' como Estudiante A y D
- Super Lovers como Estudiante
- Time Bokan 24 como Momotarō
- Tanaka-kun wa Itsumo Kedaruge como Estudiante A
- Cheating Craft como Estudiante C y A, cliente B
- Nejimaki Seirei Senki: Tenkyō no Alderamin como Iric Bausa
- Fate/Grand Order como Operador D
- Bubuki/Buranki como Yusu Atsuko
- Prince of Stride como Jugador
- Maho Girls PreCure! como Miembro del club de béisbol

2017
- Fūka como Varios
- Demi-chan wa Kataritai como Estudiante
- ClassicaLoid como Estudiante, compañero de clase
- Marginal#4: Kiss kara Tsukuru Big Bang como Fotógrafo, samurái
- Kuzu no Honkai como Estudiante B
- Chain Chronicle como Klaus
- Tsuki ga Kirei' como Tsubasa Kaneko[4]
- Digimon Universe: Appli Monsters como Fanes del iPad 470
- ID-0 como Operador 3
- Shingeki no Bahamut: Virgin Soul como Teshita
- Tsurezure Children como Haruhiko Takase[5]
- Knight's & Magic como Stephane
- Yōkai Apartment no Yūga na Nichijō
- Gamers! como Estudiante A
- Inuyashiki como Katori
- The Idolmaster SideM como Hideo Akuno
- Code: Realize - Sōsei no Himegimi - como Desertor

2018
- Grancrest Senki como Theo Cornaro[6]
- Hōshin Engi como Kōseishi
- Saredo Tsumibito wa Ryū to Odoru: Dances with the Dragons como Emmet
- Jūshinki Pandora como Soldado
- High School DxD
- Idolish7 como Músico callejero
- Gundam Build Divers' como Oboro
- Yume Ōkoku to Nemureru 100-Nin no Ōji-sama como Saito
- Shichisei no Subaru como Monje, aventurero
- Hataraku Saibō como Glóbulo blanco 4989[7]
- Tsukumo ga Mikashimasu como Hikaru Genji
- Free! - Dive to the Future como Aoba Usami
- Asobi Asobase como Senpai
- Jashin-chan Dropkick como Kurofuku
- Hinomaru Zumō como Yūma Gojō
- The Idolmaster SideM como Hideo Akuno[8]

2020
- The God of High School como Han Dae-Wi[9]
- Ikebukuro West Gate Park como Makoto Majima
- Kūtei Dragons como Gaga

2022
- Tribe Nine como Hyakutarō Senju
- Aoashi como Ryūichi Takeshima

2024
- Dungeon Meshi como Laios Touden
- Tower of God 2nd season como Chang Blarode

### OVAs
- To Love-Ru (2016) como Estudiante
- Yarichin Bitch Club (2018) como Tōru Fujisaki[10]

### Videojuegos
- A3!  como  Omi Fushimi[11]
- The Idolmaster SideM  como   Hideo Akuno[8]